# Куплеватое
Куплеватое (укр. Куплювате) — село, относится к Белокуракинскому району Луганской области Украины.
Население по переписи 2001 года составляло 149 человек. Почтовый индекс — 92215. Телефонный код — 6462. Занимает площадь 0,8 км².

## Местный совет
92215, Луганська обл., Білокуракинський р-н, с. Тимошине  (укр.)